# 石聲諧
石聲諧（？—？），號鳳亭，陕西汉中府城固縣人。

## 生平
万历二十八年（1600年）庚子科陕西乡试举人，四十一年（1613年）癸丑科進士，授山东即墨县知县，历任至直隶广平府知府，天啓七年五月升山东副使，备兵天津，八月以宁锦功加賞。崇祯初，权阉魏忠贤败，声谐籍其家，金珠宝玉，绝世之珍，委积至不可纪，尽输之公，一无所私。历任天津兵备参政，加按察使，官至布政使。

## 家族
祖石珊，父石子敏，俱赠参政。
弟石声调，贡士，官教谕。